# Llanuras del Caroní
Las Llanuras del Caroní (en inglés: Caroni Plains o bien Caroni Plain, literalmente Llanura del Caroní) se localizan en la isla de Trinidad, se trata de una zona de tierras bajas entre la Cordillera del Norte y la Cordillera Central. Las áreas de tierras bajas en el sur de la Cordillera Central son la Llanura Naparima en el oeste y la llanura Nariva en el este. Las zonas bajas son planas o consisten de suaves colinas. El largo río Caroní de 25 millas fluye hacia el oeste a través del llano del Caroní y desemboca en el pantano de Caroni, en la costa del Golfo de Paria. El área del Caroní fue una región importante para la producción de azúcar y la producción de cacao en los siglos XVIII y XIX y la primera mitad del siglo XX. 